# Carlo Frati
Carlo Frati (* 22. Februar 1863 in Bologna; † 28. Februar 1930 ebenda) war ein italienischer Bibliothekar, Romanist und Italianist.

## Leben und Werk
Frati entstammte einer Bibliothekarsfamilie. Sein Vater Luigi war Leiter der Biblioteca comunale dell'Archiginnasio di Bologna.  Carlo studierte in Bologna bei Giosuè Carducci und schloss 1886 ab mit der Arbeit Saggio di ricerche e studi sulla mitologia bestiaria mistica e sul "Physiologus" nelle letterature europee del medioevo. Er ging zum Weiterstudium nach Florenz, wählte aber nicht die Lehre, sondern die Bibliothekarslaufbahn. Diese führte ihn über folgende Stationen: Stadtbibliothek Bologna (1887), Biblioteca Casanatense in Rom (1889), Biblioteca Estense in Modena (1891), Biblioteca Universitaria di Bologna (1896), Biblioteca Nazionale di Torino (1904), Biblioteca San Giacomo in Neapel (1905), Biblioteca Marciana in Venedig (1905), Biblioteca Palatina in Parma (1915) und schließlich wieder  die Universitätsbibliothek Bologna (1918). Er leitete diese Bibliothek von 1920 bis zu seinem Tod.
Frati ist vor allem bekannt für sein postum herausgegebenes bio-bibliografisches Lexikon der italienischen Bibliothekare und Bibliophilen (erschienen 1933).

## Schriften
- mit Ludovico Frati: Indice delle carte di Pietro Bilancioni. Contributo alla bibliografia delle rime volgari de' primi tre secoli, Bologna 1889–1893
- Bibliografia Malpighiana, Mailand 1897, London 1963
- Saggio di un catalogo dei codici Estensi, Paris 1898
- mit Francesco Carta (1847–1940) und Carlo Cipolla (1854–1916): Monumenta palaeographica sacra. Atlante paleografico artistico, Turin 1899
- mit Gaetano De Sanctis und Carlo Cipolla: Inventario dei Codici superstiti greci e latini antichi della Biblioteca Nazionale di Torino, in: Rivista di filologia e d'istruzione classica 32, 1904, S. 385–588
- mit Arnaldo Segarizzi (1872–1924): Catalogo dei codici Marciani italiani, Modena 1909/11
- I codici danteschi della biblioteca universitaria di Bologna, Florenz 1923
- Dizionario bio-bibliografico dei bibliotecari e bibliofili italiani  dal sec. XIV al XIX, hrsg. von Albano Sorbelli, Florenz 1933, 2000, 2003, Mansfield Centre, CT, 2004